# Osmar Schindler

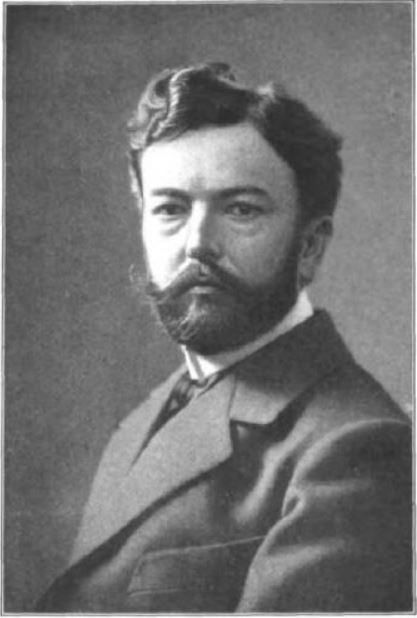
Osmar Schindler, Foto von Erwin Raupp (vor 1910)

Osmar Heinrich Volkmar Schindler (* 22. Dezember 1867 in Burkhardtsdorf; † 19. Juni 1927 in Wachwitz bei Dresden) war ein deutscher Maler und Hochschullehrer.

## Leben und Werk

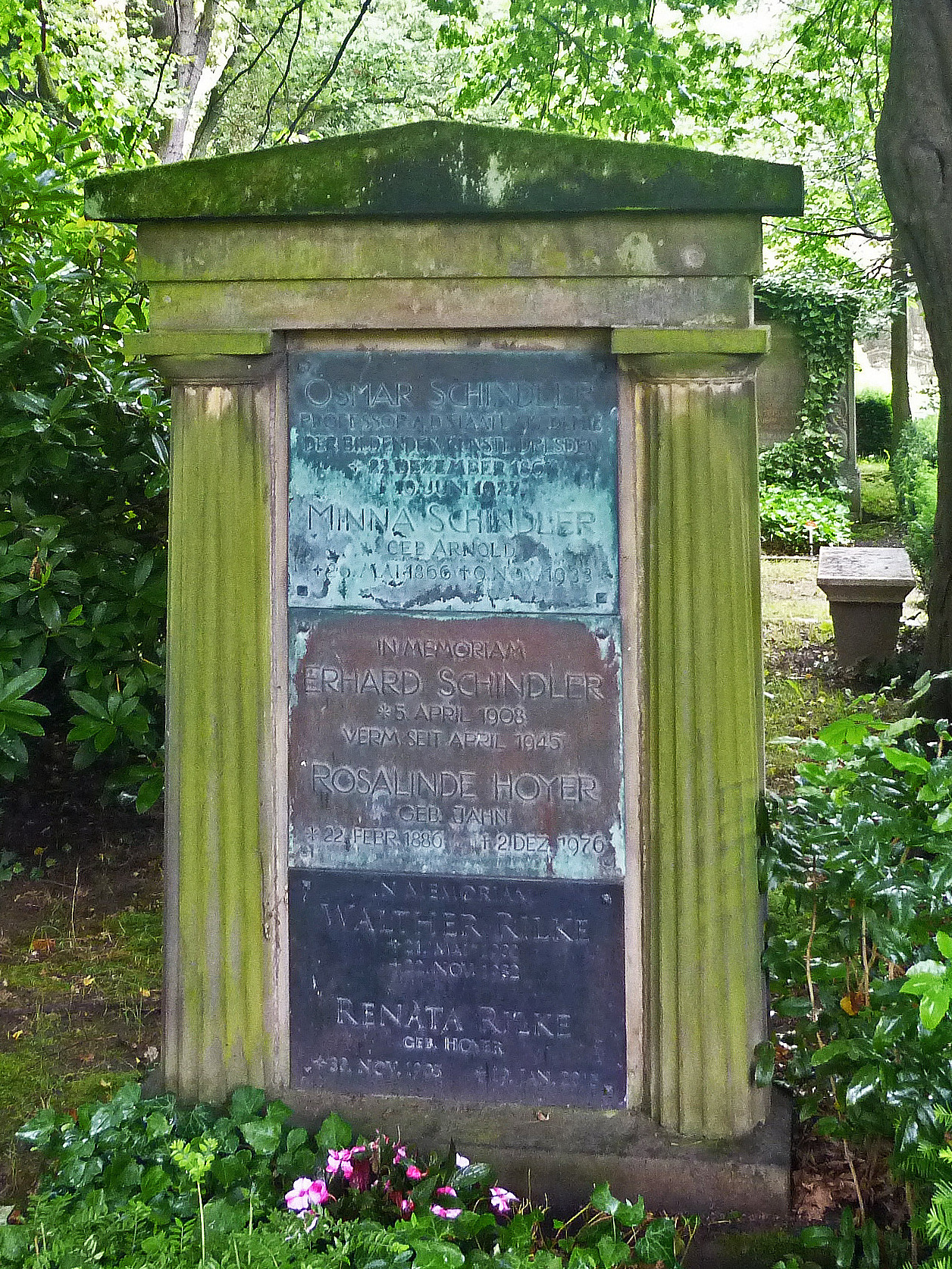
Grab der Familie Schindler auf dem Loschwitzer Friedhof

Osmar Schindler wurde am 22. Dezember 1867 in der kleinen Gemeinde Burkhardtsdorf bei Chemnitz als Sohn des Kaufmanns Carl Friedrich Julius Schindler und dessen zweiter Ehefrau Emilie Auguste (geb. Arnold) geboren. Die Familie zog 1876 nach Bischofswerda, wo der Vater schon 1878 verstarb. Die Unterstützung eines Onkels ermöglichte Schindler ein Studium an der Kunstakademie Dresden. Hier gehörten Ferdinand Pauwels und Leon Pohle zu seinen Lehrern. Schindler unternahm Auslandsreisen nach Belgien, Frankreich, Italien sowie in die Niederlande und kehrte 1895 endgültig nach Deutschland zurück.
Im Jahr 1900 holte ihn die Dresdner Kunstakademie zurück, wo er drei Jahre später zum Professor berufen wurde und bis 1924 lehrte. Er leitete die Modellierklasse und einen Malsaal und zählte George Grosz, Karl Hanusch, Bernhard Kretzschmar und Paul Wilhelm zu seinen Schülern. Er gilt außerdem als der Entdecker von Hanns Georgi. Seit 1908 wohnte er in Wachwitz, Am Steinberg 2.
Osmar Schindler war Mitglied im Deutschen Künstlerbund. Die Illustrirte Zeitung veröffentlichte in ihrer Weihnachtsausgabe vom Dezember 1909 einen mehrseitigen Artikel über Schindlers Leben und Werk mit teilweise ganzseitigen Abbildungen seiner Gemälde Muskelspiel des Athleten, Die Verspottung Christi, Der hl. Georg, Der Riese Goliath und David, Die Anbetung der Weisen und Die Seepredigt Jesu. Der Artikel schließt mit den Worten: „Schreitet seine künstlerische Entwicklung noch weiter in so gesegneter Weise fort, so dürfen wir sicher noch Großes und Bedeutendes von ihm erwarten.“
Schindler sah Bischofswerda als seine eigentliche Heimat an und blieb der Stadt zeitlebens verbunden. Sein letztes, unvollendetes Werk schuf er für die Sakristei der dortigen Christuskirche. Er starb am 19. Juni 1927 im Alter von 59 Jahren in der damaligen Dresdner Vorortgemeinde Wachwitz und wurde auf dem Loschwitzer Friedhof beigesetzt, wo sein Grab erhalten ist.

## Familie
Am 4. August 1906 heiratete Schindler in Dresden die 40-jährige Minna Arnold (1866–1933) und wurde Vater zweier Söhne. Der erstgeborene Sohn Ernst (* 1906) starb kurz nach der Geburt, der zweite Sohn Erhard (* 1908), den er als kleinen Jungen um 1914 im Gemälde Der kleine Reiter darstellte, gilt seit April 1945 im Zweiten Weltkrieg als vermisst.

## Motive
Als Künstler wurde Schindler vor allem für seine Wand-, Decken- und Fenstergemälde in sächsischen Kirchen bekannt, darunter die Dresdener Annenkirche und die Christuskirche in Dresden-Klotzsche. Seine bedeutendsten Werke sind jedoch die Ölgemälde Im Kumtlampenschein und David und Goliath, beide im Bestand der Galerie Neue Meister in Dresden. Schindler schuf außerdem einige bekannte Porträts, zum Beispiel von Christian Otto Mohr und Hermann Prell.

## Würdigung
Vom 1. November 2011 bis zum 29. Januar 2012 zeigte das Albertinum im Schaukabinett der Galerie Neue Meister die Ausstellung Osmar Schindler (1867–1927).
In Bischofswerda trägt eine Straße seinen Namen.

## Werke (Auswahl)

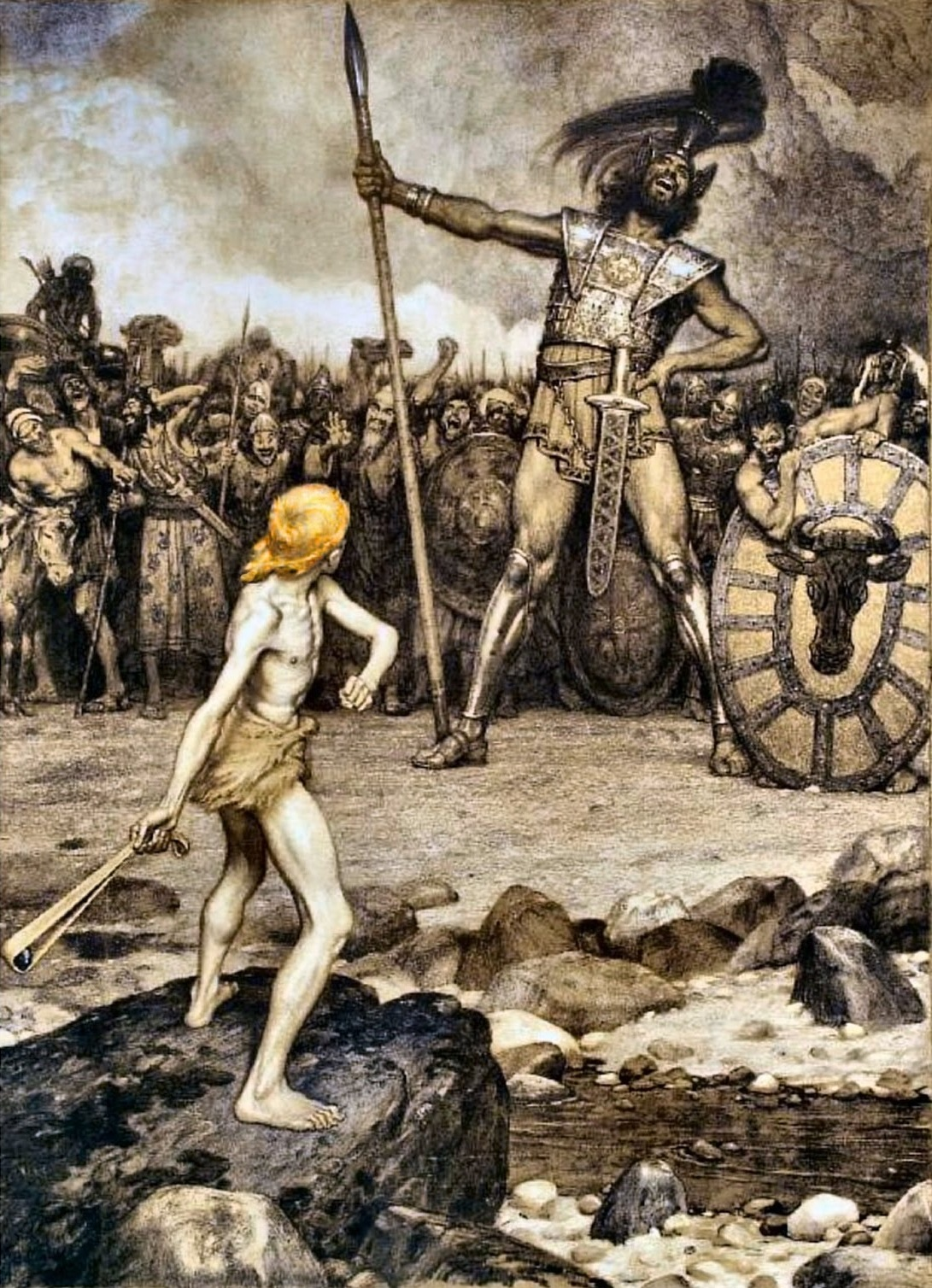
David und Goliath (1888)

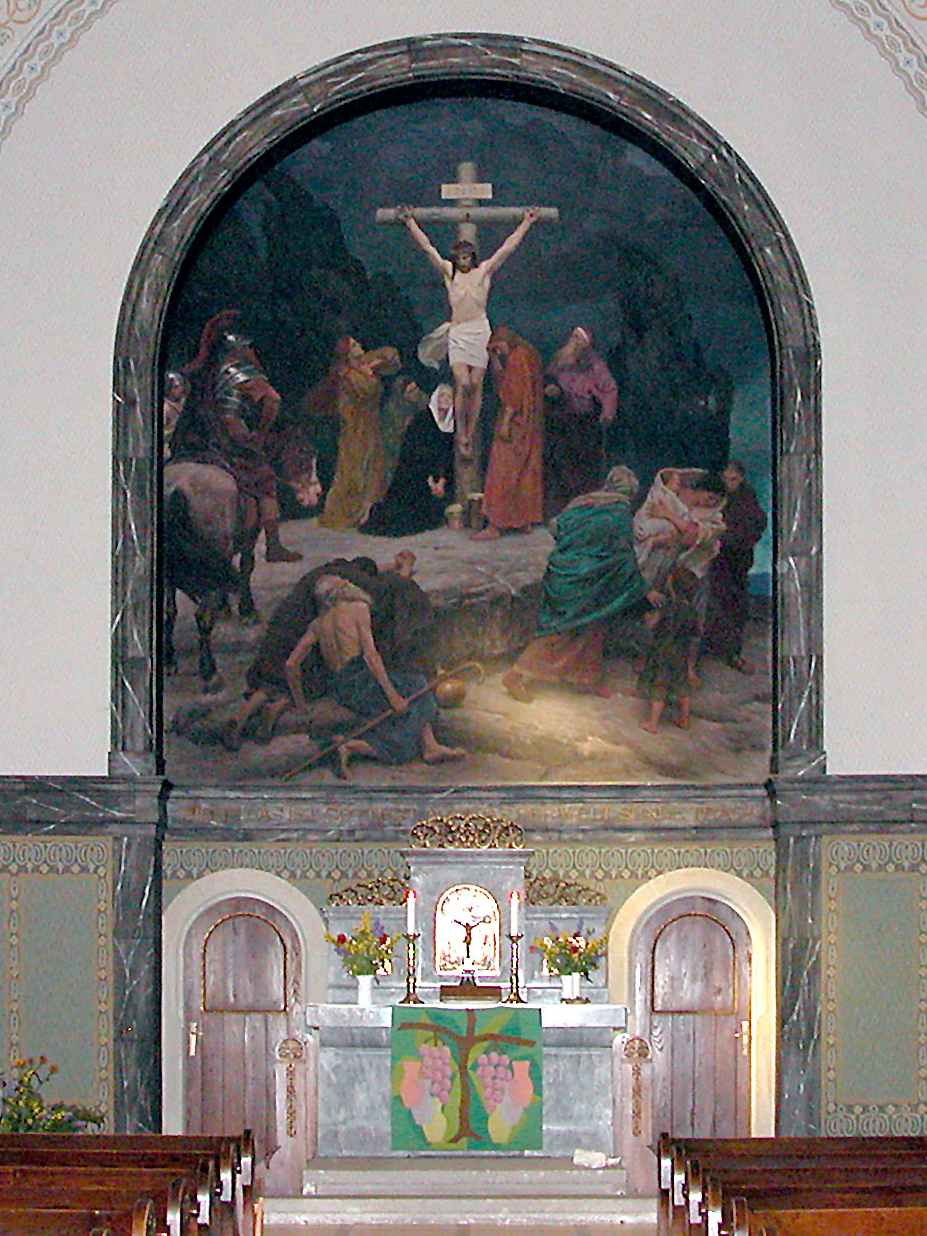
Altarbild Kreuzigung in der Christuskirche in Dresden-Klotzsche (1905/1907)

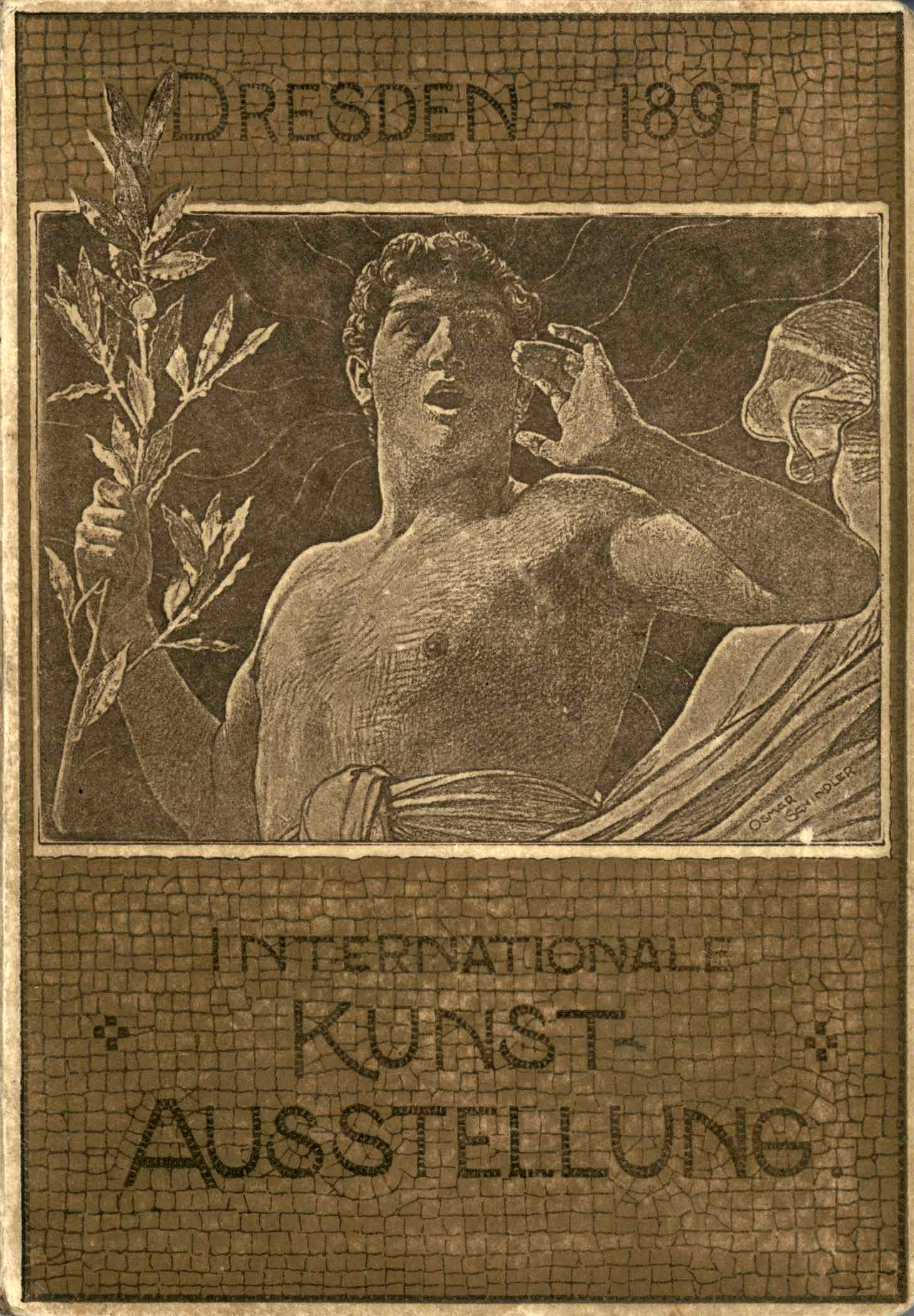
Plakat zur Internationalen Kunstausstellung 1897, Entwurf von Osmar Schindler

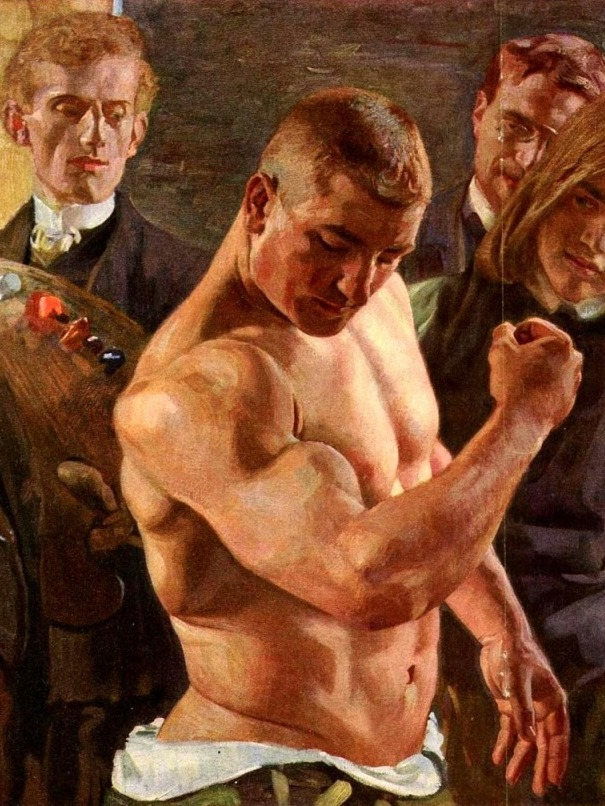
Detail aus Muskelspiel (1907)

Erläuterung: SKD-GNM = Staatliche Kunstsammlungen Dresden, Galerie Neue Meister
- David und Goliath (1888, SKD-GNM)
- Damenbildnis (1891, SKD-GNM)
- San Domenico di Fiesole (1895)
- Junger germanischer Krieger mit Helm (um 1900)
- Im Kumtlampenschein (1901, SKD-GNM)
- Blick zum Borsberg (1901)
- Blick auf die Kaiserkrone (Sächsische Schweiz) (1904, SKD-GNM)
- Großsedlitz (1904, SKD-GNM)
- Felsen in der Sächsischen Schweiz (um 1904)
- Birken (um 1904)
- Gertrud mit Nelke und Katze (1904)
- Bildnisstudie eines alten Mannes (um 1905/1910)
- Muskelspiel (1907, SKD-GNM)
- Alte Augustusbrücke in Dresden (1907, SKD-GNM)
- Strand bei Dieppe (1910)
- Hafen in Malcesine (1911)
- Segelboote in Malcesine (1911)
- Wasserträgerin am roten Haus von Cassone (um 1911, SKD-GNM)
- Prof. Hermann Prell, Maler und Bildhauer (Städtische Galerie Dresden)
- Prof. Otto Mohr, Physiker (Städtische Galerie Dresden)
- Heinrich Schmidt, Generalmajor (Militärhistorisches Museum der Bundeswehr in Dresden)
- Der kleine Reiter (Erhard Schindler, Sohn des Künstlers) (um 1914, SKD-GNM)
- Karussell (um 1915)
- Kinderbildnis (Heinz Münch) (1916, SKD-GNM)
- Aussicht von der Brühlschen Terrasse (Pferdeschwemme an der Elbe) (1916)
- Selbstbildnis (um 1923)
- Altarbild Kreuzigung der Christuskirche in Dresden-Klotzsche (1905/07)
- Altarbild Christus der Weltheiland in der Lutherkirche in Chemnitz (1907/08)
- Altarbild Jesus im Gespräche mit den Emmausjüngern in der Emmauskirche in Freital-Potschappel (1914)
- Deckengemälde Verklärung Christi in der Ev.-Luth. Kirche Otterwisch (1898)
- Sakristeigemälde Die Blindenheilung in der Christuskirche Bischofswerda (1927, unvollendet)[7]